# Skiptrace – A zűrös páros
A Skiptrace – A zűrös páros (eredeti cím: Skiptrace) 2016-ban bemutatott akció-vígjáték. A filmet Renny Harlin rendezte, a főszerepekben Johnny Knoxville és Jackie Chan látható. Chan a produceri munkálatokban is részt vett. A forgatókönyvet Jay Longino és BenDavid Grabinski írta, akiknek ez volt az első filmjük. A film becsült költségvetése 32 millió dollár volt.
Magyarországon 2016. november 21-én jelent meg.

## Cselekmény
Bennie Chan Hongkongban nyomozóként dolgozik egy veszélyes bűnöző ügyében, akit eddig nem sikerült elkapnia. Ráadásul a társa is az életét veszti, Chan pedig megszállottja lesz az üldözésnek, de még kilenc év múlva sem tud felmutatni használható bizonyítékot a gyanúsított ellen, aki köztiszteletben álló, milliárdos, kínai üzletember. Azonban a sors összehozza Connor Watts-szal, egy szélhámossal, aki segíthet neki az ügy lezárásában, mert Watts akaratlanul tanúja egy gyilkosságnak, amit az üzletember követett el.
Chan és Watts teljesen különbözik egymástól, mint a tűz és a jég. Chan komor, Watts pedig laza, de most szükségük van egymás segítségére. Watts életben akar maradni, ezért cserébe átadna Chan-nek egy mobilt, ami fontos bizonyíték lehet az ügyben. Országhatárokon keresztül menekülnek az üldözőik elől, míg végül hazaérkeznek. Chan megkapja a felvételt, de nem úgy alakulnak a dolgok, ahogy eltervezte, és amikor fény derül az igazságra, egy világ omlik össze benne.

## Szereplők
| Szereplő        | Színész              | Magyar hang      |
| --------------- | -------------------- | ---------------- |
| Connor Watts    | Johnny Knoxville     | Czvetkó Sándor   |
| Bennie Chan     | Jackie Chan          | Kassai Károly    |
| Yung            | Eric Tsang           | Elek Ferenc      |
| Samantha        | Bingbing Fan         | Madarász Éva     |
| Victor Wong     | Winston Chao         | Czető Roland     |
| Willie          | Jeong-hun Yeon       | Rada Bálint      |
| Tang kapitány   | Michael Wong         | Gesztesi Máté    |
| Gyima           | Mikhail Gorevoy      | Cs. Németh Lajos |
| Szergej         | Charlie Rawes        | Varga Rókus      |
| Leslie          | Shi Shi              | Mezei Kitty      |
| Férfi a repülőn | Gregory Joseph Allen | Seder Gábor      |
| Férfi a buszon  | Richard Ng           | Csuha Lajos      |

## Fogadtatás
A film az értékelések alapján a közepes kategóriába tartozik. Az IMDb-n 5,6/10-es osztályzatot kapott, 11 828 szavazat alapján. A Rotten Tomatoes oldalán 27%-on áll, 2312 szavazat alapján. A Metacritic-en pedig 5,7/10, 19 szavazat alapján.

## Kritikák
- The New York Times - 30/100
- Village Voice - 70/100
- The Playlist - 42/100
- Variety - 70/100
- Slant Magazine - 50/100[5]

## Megjelenés
A filmet Magyarországon az Ads Service Kft. hozta forgalomba 2016. november 21.-én. A DVD lemezen magyar és angol 5.1-es hang, valamint magyar felirat található. Blu-ray lemezen csak külföldön jelent meg.